# Ceradenia curvata
Ceradenia curvata là một loài dương xỉ trong họ Polypodiaceae. Loài này được Sw. L.E. Bishop mô tả khoa học đầu tiên năm 1988.